# Джаспър (окръг, Мисури)
Окръг Джаспър (на английски: Jasper County) е окръг в щата Мисури, Съединени американски щати. Площта му е 1660 km², а населението - 104 686 души (2000). Административен център е град Картидж.